# 長寿彦
長 寿彦（壽彦、ちょう ひさひこ、1856年〈安政3年11月〉 - 1922年〈大正11年〉10月17日）は、日本の政治家。衆議院議員（1期）。

## 経歴
備後国世羅郡中村(のち広島県世羅郡吉川村→世羅西町、現・世羅町)生まれ。1875年、広島師範学校卒。御調、世羅各郡書記、世羅郡黒川村(現・世羅町)外二ヶ村戸長兼小国村(現・世羅町)外二ヶ村戸長、世羅郡農会副会長、広島県会議員、吉川村長となる。
1894年3月の第3回衆議院議員総選挙において広島7区から自由党所属で立候補して当選した。同年9月の第4回衆議院議員総選挙は不出馬。1898年3月の第5回衆議院議員総選挙では自由党から立候補したが落選。同年8月の第6回衆議院議員総選挙では憲政党から立候補したが落選した。衆議院議員を1期務め、1922年に死去した。